# Palaeoscorpius devonicus
Palaeoscorpionidae, Palaeoscorpius
Famille
Genre
Espèce
Palaeoscorpius devonicus, unique représentant du genre Palaeoscorpius et de la famille des Palaeoscorpionidae, est une espèce fossile de scorpions.

## Répartition
Cette espèce a été découverte dans les ardoises d'Hunsrück en Allemagne. Elle date du Dévonien.

## Description
L'holotype mesure 120,7 mm.

## Publication originale
- (de) Walter Maximilian Lehmann, « Palaeoscorpius devonicus n. g., n. sp., ein Skorpion aus dem rheinischen Unterdevon », Neues Jahrbuch für Mineralogie, Geologie und Paläontologie Monatshefte , sér. B, 1944, vol. 1944, p. 177–185.